# 威廉·帕特里克
威廉·帕特里克（英語：William Patrick，1931年12月19日—2016年6月22日），加拿大男子跳水运动员。他曾代表加拿大参加1954年和1958年英联邦运动会跳水比赛，获得一枚金牌和一枚银牌。他也曾参加1956年夏季奥运会。